# 新娘峽谷站
新娘峽谷站（英語：Brides Glen）是一個位於愛爾蘭都柏林鄧萊里-拉斯當郡的都柏林轻轨站，在2010年通車，為綠線南行方向延伸路線的車站及终點站。
都柏林公車路線7和84A，及愛爾蘭前進公車路線111均能到達此站。